# Хабберт, Мэрион Кинг

Кривая Хабберта представляет собой модель доступности нефти в будущем.

Мэрион Кинг Хабберт (M. King Hubbert; 5 октября 1903 — 11 октября 1989) — американский геофизик из исследовательской лаборатории компании «Shell» в Хьюстоне. Предложил некоторые важные идеи в области геологии, геофизики, геологии нефти. Наиболее известны Кривая Хабберта и его теория «пика нефти», имевшие значительные политические последствия.
Предложил свою теорию «пика нефти» в 1956 году, согласно которой исторический максимум нефтедобычи будет достигнут в США к 1970 году, а в мире — к 1995 году. В 1975 году Национальная академия наук США признала правильность теоретических выкладок Хабберта.

## Биография
Родился в 1903 году в Сан-Саба (штат Техас). Учился в Чикагском университете, получил степень бакалавра в 1926 году, магистра в 1928 году, Ph.D в 1937 году. Специализировался на геологии, математике и физике. Два года работал геологом-ассистентом в Amerada Petroleum Company во время подготовки диссертации, дополнительно преподавал геофизику в Колумбийском Университете. Работал аналитиком в Board of Economic Warfare. В 1943—1964 годах работал в Shell Oil Company. После увольнения работал геофизиком-исследователем в Геологической службе США (USGS) вплоть до 1976 года. Профессор геологии и геофизики в Стэнфордском университете (1963—1968), профессор в Калифорнийском университете в Беркли (1973—1976).

## Исследования
Основная статья Истощение нефти
Работы Хабберта внесли вклад в геофизику, включая математическую демонстрацию того, что твердые горные породы в земной коре, находящиеся под огромным давлением, должны проявлять пластичность, как, например, глина. Эта демонстрация позволила объяснить наблюдаемую на геологических масштабах времени деформацию земной коры. Также Хабберт изучал течения подземных жидкостей.
Более всего Кинг Хабберт известен по работам, посвященным нефтяным и газовым запасам. Он предсказал, что для любой заданной географической области, как для отдельного месторождения, так и для всей планеты, график скорости добычи нефти или газа по времени должен иметь колоколообразную форму, когда добыча сначала наращивается, затем проходит пик добычи и затем уменьшается. Основываясь на этой теории, он в 1956 году представил на семинаре American Petroleum Institute в Сан-Антонио работу, в которой показал, что скорость добычи нефти в США достигнет пика в 1965—1970 года. Первое время работа воспринималась негативно, на неё было дано множество критических отзывов, в том числе, потому что в предыдущие полвека было сделано множество оценок будущих запасов нефти. Предыдущие оценки обычно основывались на соотношении резервов и добычи, не учитывали будущих открытий, и в итоге оказались ошибочными. К 1970 году прогноз Хабберта в общих чертах выполнился, и его работа получила широкое признание.
Когда в период между октябрем 1973 и мартом 1974 ОПЕК прекратила поставки нефти в США из-за их гуманитарной помощи Израилю в израильско-арабской войне, разразился нефтяной кризис 1973 года. В 1975 году, когда США все ещё страдали от высоких цен на нефть, Национальная Академия Наук подтвердила расчеты Хабберта по поводу истощения нефтяных запасов и признала, что более ранние прогнозы были слишком оптимистичны и некорректны. Это заявление привлекло к Хабберту широкое внимание со стороны СМИ.
В 1974 Хабберт спрогнозировал достижение общемирового пика добычи нефти примерно к 1995, в случае, если современные ему тренды продолжат выполняться. Позднее были даны различные дополняющие публикации и прогнозы.
Хабберт верил, что солнечная энергия и ядерная энергетика позволят человечеству развиваться ещё несколько веков. Также от отметил, что при условии эффективного глобального контроля за численностью населения человечество может найти источник энергии (уран), который бы мог использоваться как основной в течение нескольких столетий.
Имеет и другой вклад в науку: коррекция закона Дарси, предсказания путей миграции углеводородов, изучал тепловой и энергетический баланс Земли и др.